# Lost Universe
A Lost Universe (ロスト・ユニバース; Roszuto Junibászu; Hepburn: Rosuto Yunibāsu) a Slayers-animék egy másik dimenzióját mutatja be. Először egy sci-fi regény jelent meg ezen a címen, mely 1992-től 2000-ig futott. Közben 26 részes anime készült belőle 1998-ban.

## Történet
A Slayers-sorozatokban futólag megemlítették, hogy a főisten összesen négy univerzumot alkotott, amelyből Lináéké az ún. Vörös Világ (Red World). Nos, a Lost Universe a Fekete Világban játszódik. A képregények és a tévésorozatok alapjául szolgáló regények szerzője, Hajime Kanzaka ezzel a Slayers-sorozattal egy egyenrangú sci-fi világot kívánt létrehozni.
Az ún. Lost hajókat egy ismeretlen faj hagyta hátra, és különleges képességeikkel kulcsszerepet játszanak a történet során - például a főhős, Kain birtokol is egyet.
A Swordbreaker hajó legénysége kezdetben két fő (Kain és Canal), de Millie rögtön az első rész után csatlakozik hozzájuk. Az ő "problémamegoldó" küldetéseiről és a szereplők együttéléséből adódó bonyodalmakról szól az epizódok többsége. Később (Rail közbelépése után) ez megváltozik, fény derül a Lost hajók titkára is. Lesz világmegmentés, bosszúállás, jó és gonosz harca is - ahogy azt kell.

## Szereplők
Kain Blueriver (カイン・ブルーリバー; Hepburn: Kain Burūribaa)
Kain egy intergalaktikus problémamegoldó, szabadlelkű kalandor, és a Swordbreaker űrhajó büszke kapitánya. Egy "pszicho-pengét" (olyan "fénykardot", amit szellemi erő irányít) forgat. A hajót a nagyanyja hagyta rá, aki maga is titokzatos módon halt meg.
Canal Vorfeed (キャナル・ヴォルフィード; Hepburn: Kyanaru Vorufiido)
Canal a Swordbreaker hajó testet öltött mesterséges intelligenciája, Kain állandó partnere és érzelmi érdekeltsége.
Millennium "Millie" Feria Nocturne (ミレニアム・フェリア・ノクターン; Hepburn: Mireniamu Feria Nokutaan)
Millie egy amatőr detektív azzal az ambícióval, hogy a világ legjobbja legyen (hogy miben, az nem számít), aki Kain-ékhoz csapódik, mint "asszisztens". (Miután rájött, hogy a hajó egy "Lost" hajó.) Főzni nem szabad hagyni, de kiválóan céloz.
Rail Claymore (レイル・フレイマー)
Rail a Csillagközi Rendőrség Xellosra hasonlító nyomozója, kötelező rejtélyes karakter.
Nina Mercury (ニーナ・メルキオーレ)
Nina Rail titkárnője és imádója.